# Deurwaarders-delirium
Deurwaarders-delirium is een hoorspelserie in vier delen naar de gelijknamige detective (1950) van Havank. De NCRV zond de serie uit vanaf 12 augustus 1974. De bewerker was Pieter Terpstra en de regisseur Wim Paauw.

## Delen
- Deel 1: Levenselixer (duur: 18 minuten)
- Deel 2: Een ongenaakbare weduwe (duur: 18 minuten)
- Deel 3: Een hoge levensverzekering (duur: 19 minuten)
- Deel 4: Onvoorziene zaken (duur: 19 minuten)

## Rolbezetting
- Tonny Foletta (Martin)
- Donald de Marcas (Jules)
- Frans Somers (de Schaduw)
- Trudy Libosan (Monique)
- Jan Borkus (Silvère)
- Hellen Huisman (het dienstmeisje)
- Dogi Rugani (Madame Bavarde)
- John Leddy (dokter Poil)
- Joke Hagelen (stewardess Françoise)
- Huib Orizand (Frochot)
- Bert Dijkstra (directeur)
- Piet Ekel (Geron & de papegaai)
- Elly den Haring (informatrice van de Air France)
- Corry van der Linden (Mimi)
- Willy Brill (Bianca)
- Kommer Kleijn (Marlan de Sevérin)

## Inhoud
Hoofdcommissaris Silvère en hoofdinspecteur Carlier - van Sûreté en Interpol - onderzoeken en verklaren, ieder op hun eigen terrein, de moord op Maître Hercule Bavarde uit Foix-sur-Ariège…